# BUIW
BREW UI Widget（BUIW），原名為BREW UI Toolkit（BUIT），是美國Qualcomm公司於2004年以後致力發展的一套全新的UI-package，用以替代早期的BREW關於GUI 設計。
最早BREW GUI只提供少數的GUI元件，如：IMenuCrl, ITextCtl，這些簡單的Controls遠遠不敷開發廠商的需求，許多廠商必須自行負責UI的設計開發。後來Qualcomm接續推出兩套較為完整的BREW GUI Packages，即code-based的BUIW，以及XML-based的uiOne。TrigML和BUIW是uiOne的核心。TrigML負責UI的描述，BUIW負責UI的建構。
BUIW較原來的BREW UI設計新增兩大特色，一是階層（layer）的觀念，這是早期BREW GUI所缺乏的；二是提供客製化（customize）的概念，有了客製化的機制，廠商可以自行替換這些元件。BUIW大量使用了設計模式，如MVC模式，Decorator模式。

## Container
- IPropContainer, 
  - ImageStaticWidget
  - SoftkeyWidget
- ICardContainer：Tab Control之實作。
- IConstraintContainer,
- IIDecorator：裝飾介面，用於裝飾Container。像ScrollbarWidget, BorderWidget, BlendWidget, TabWidget都是繼承自IDecorator interface。

## Widget
- TextWidget,
- StaticWidget,
- CheckWidget,
- RadioWidget,
- ScrollWidget,
- SliderWidget,
- ProgressWidget,
- BitmapWidget,
- ImageWidget,
- ImageStaticWidget,
- TabWidget,
- ListWidget,
- BorderWidget,
- BlendWidget,
- CursorWidget,
- ViewportWidget

## Model
- IValueModel
- IInterfaceModel
- IMenuModel
- ITextModel
- IListModel
  - IArrayModel
  - IVectorModel